# Angilak
Angilak (Russisch: Ангиляк, Angiljak, ook geschreven als Anghilak of Angilyak) is een grot en archeologische vindplaats in Oezbekistan.
Het ligt in de provincie Qashqadaryo, aan de zuidelijke voet van de Zarafsjon, ten noorden van het Hisorgebergte.
In 2003 werden in de Angilak-grot, ten noordwesten van de Teshik-Toshgrot, Moustérien-werktuigen en een menselijk vijfde middenvoetsbeentje (AH-1) ontdekt, waarvan de afmetingen liggen binnen de variaties van neanderthalers en anatomisch moderne mensen. De leeftijd van laag IV met de paleoantropologische vondst bedraagt volgens koolstofdatering 38-44.000 BP.